# Puchar Świata w Chodzie Sportowym 1981
10. Puchar Świata w Chodzie Sportowym – zawody lekkoatletyczne, które odbyły się w dniach 3–4 października 1981 w Walencji.

## Rezultaty

### Mężczyźni
|               | 1. miejsce    | Rezultat | 2. miejsce     | Rezultat | 3. miejsce           | Rezultat |
| Chód na 20 km | Ernesto Canto | 1:23:52  | Roland Wieser  | 1:24:12  | Alessandro Pezzatini | 1:24:24  |
| Chód na 50 km | Raúl González | 3:48:30  | Hartwig Gauder | 3:52:18  | Sandro Bellucci      | 3:54:57  |
| Drużynowo     | Włochy        | 227 pkt  | ZSRR           | 227 pkt  | Meksyk               | 221 pkt  |

### Kobiety
|              | 1. miejsce    | Rezultat | 2. miejsce              | Rezultat | 3. miejsce          | Rezultat |
| Chód na 5 km | Siw Karlström | 22:57    | Aleksandra Diewierinska | 23:18    | Ludmiła Chruszczewa | 23:26    |
| Drużynowo    | ZSRR          | 105 pkt  | Szwecja                 | 104 pkt  | Australia           | 90 pkt   |